# Pierwągi
Pierwągi (deutsch Porwangen) ist ein Ort in der polnischen Woiwodschaft Ermland-Masuren. Er gehört zu Gmina Jeziorany (Stadt- und Landgemeinde Seeburg (Ostpreußen)) im Powiat Olsztyński (Kreis Allenstein).

## Geographische Lage
Pierwągi liegt in der nördlichen Mitte der Woiwodschaft Ermland-Masuren, 21 Kilometer westlich der früheren Kreisstadt Rößel (polnisch Reszel) bzw. 34 Kilometer nordöstlich der heutigen Kreismetropole und auch Woiwodschaftshauptstadt Olsztyn (deutsch Allenstein).

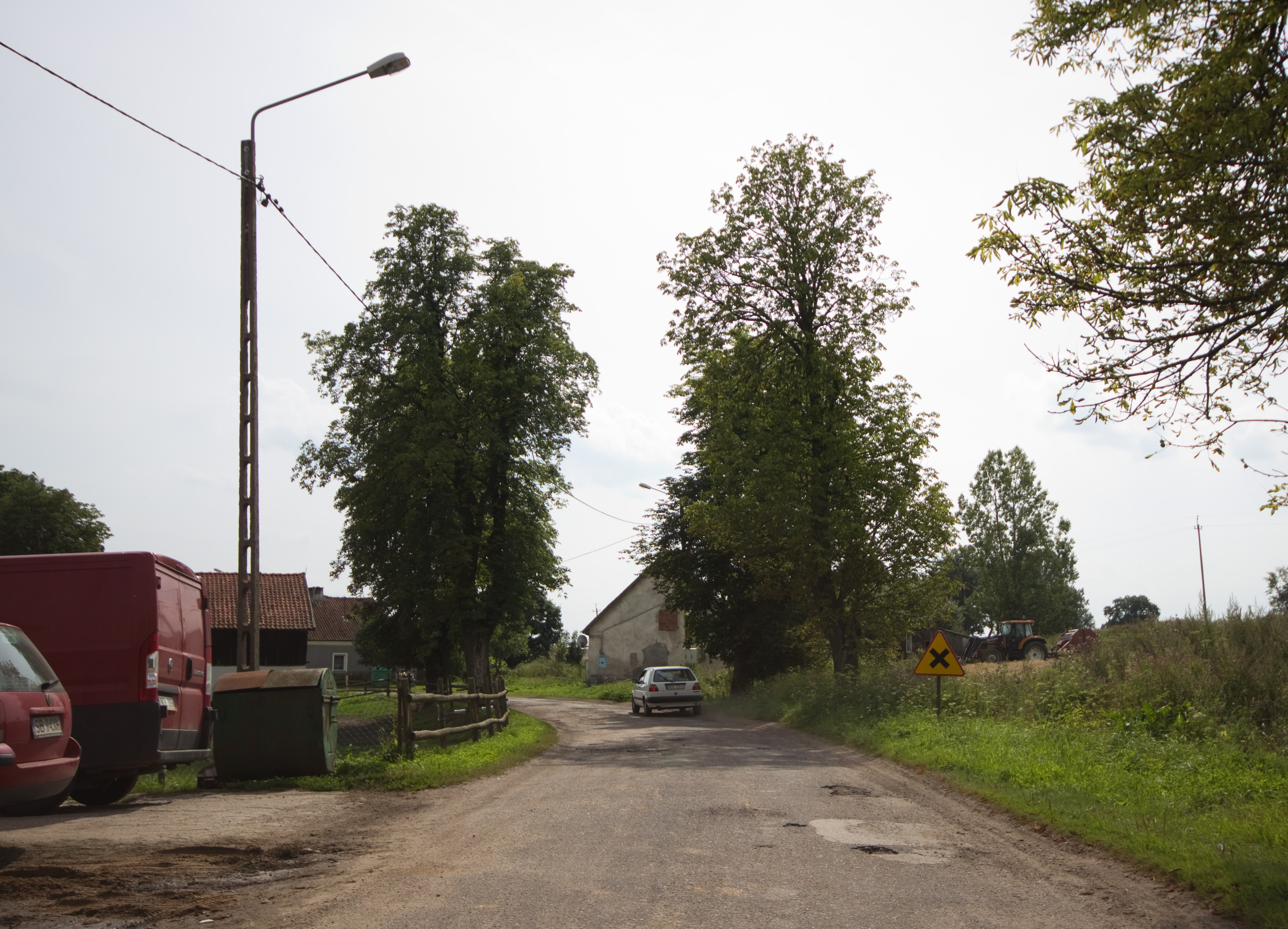
Dorfstraße in Pierwągi

## Geschichte
1341 ist das Gründungsjahr des kleinen Dorfs Porwangen: am 21. August jenes Jahres verschrieb der bischöfliche Vogt Heinrich von Luter Land auf dem Feld von Porwangen. Im Jahre 1700 kauft das ermländische Domkapitel das Gut Porwangen, das dann 1772 von der preußischen Regierung eingezogen wurde.
Im Jahre 1785 wurde Porwangen als königliches Dorf mit 22 Feuerstellen erwähnt, 1820 als königliches Bauerndorf mit 25 Feuerstellen bei 129 Einwohnern.
Als 1874 der Amtsbezirk Lautern (polnisch Lutry) im ostpreußischen Kreis Rößel gebildet wurde, gehörte Porwangen zu den einbezogenen Orten.
Die Einwohnerzahl Porwangens belief sich 1885 auf 205, 1910 auf 149, 1933 auf 180 und 1939 auf 166.
Als 1945 in Kriegsfolge das gesamte südliche Ostpreußen an Polen fiel, erhielt Porwangen die polnische Namensform „Pierwągi“. Heute ist das Dorf eine Ortschaft im Verbund der Stadt- und Landgemeinde Gmina Jeziorany (Seeburg (Ostpreußen)) im Powiat Olsztyński (Kreis Allenstein), von 1975 bis 1998 der Woiwodschaft Olsztyn, seither der Woiwodschaft Ermland-Masuren zugehörig. Im Jahre 2021 zählte Pierwągi 79 Einwohner.

## Kirche

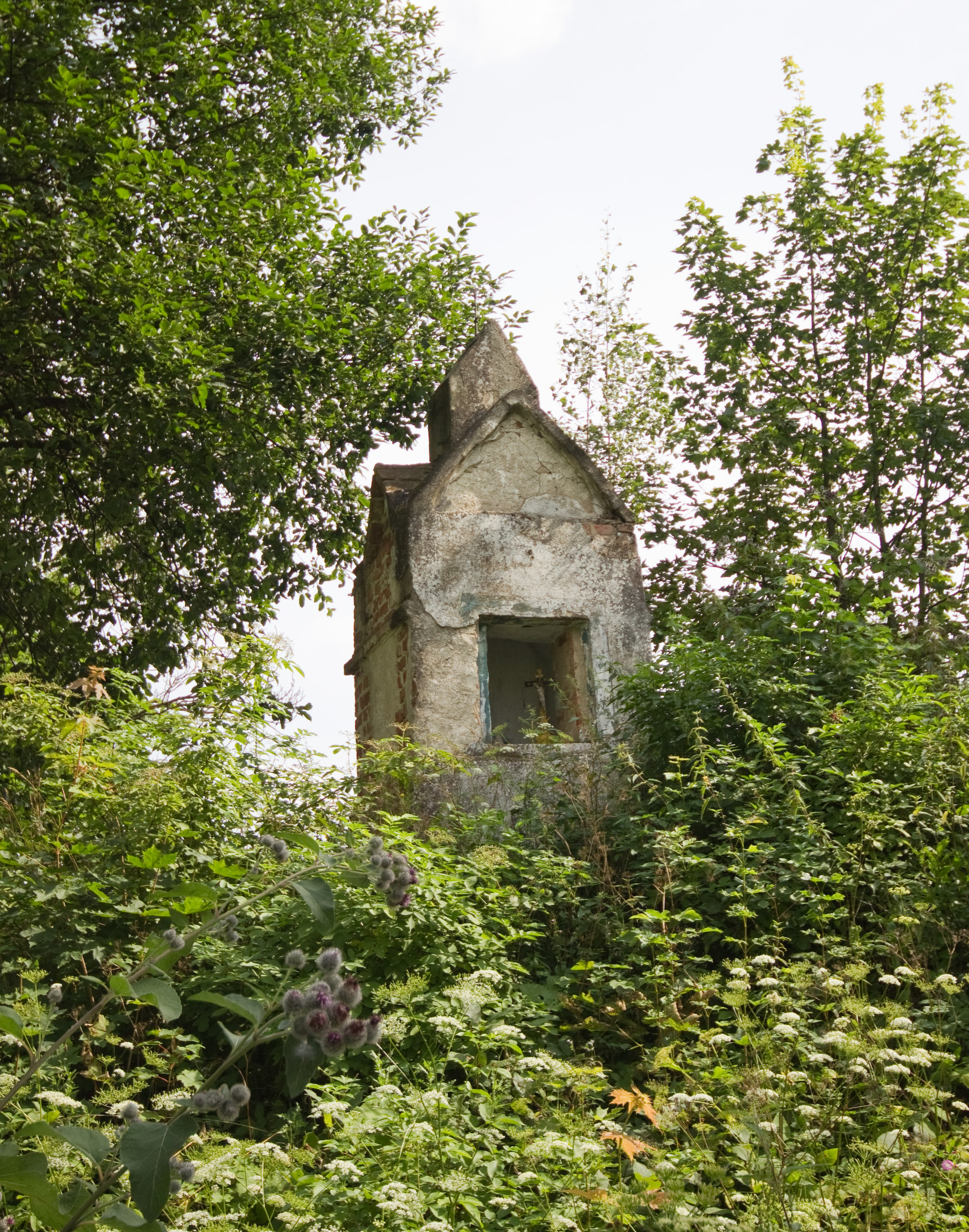
Kapelle in Pierwągi

Bis 1945 war Porwangen in die evangelische Kirche Bischofstein (polnisch Bisztynek) in der Kirchenprovinz Ostpreußen der Kirche der Altpreußischen Union, außerdem in die römisch-katholische Kirche Lautern (polnisch Lutry) – mit einer eigenen kleinen Kapelle in Porwangen – im damaligen Bistum Ermland.
Heute gehören die katholischen Einwohner von Pierwągi und ihre eigene Kapelle weiterhin zur Pfarrei in Lutry, die jetzt dem Erzbistum Ermland untersteht. Die evangelischen Kirchenglieder richten sich zur Kapellengemeinde Biskupiec (Bischofsburg) der Pfarrei Sorkwity (Sorquitten) aus, die der Diözese Masuren der Evangelisch-Augsburgischen Kirche in Polen zugehört.

## Verkehr
Pierwągi liegt an einer Nebenstraße, die die polnisch Landesstraße 57 (frühere deutsche Reichsstraße 128) bei Lutry (Lautern) mit Prosity (Prossitten) verbindet. In Pierwągi endet eine weitere und von der Woiwodschaftsstraße 593 bei Żardeniki (Scharnigk) kommende Nebenstraße.
Über eine Anbindung an den Bahnverkehr verfügt das Dorf nicht.